# 毗舍離

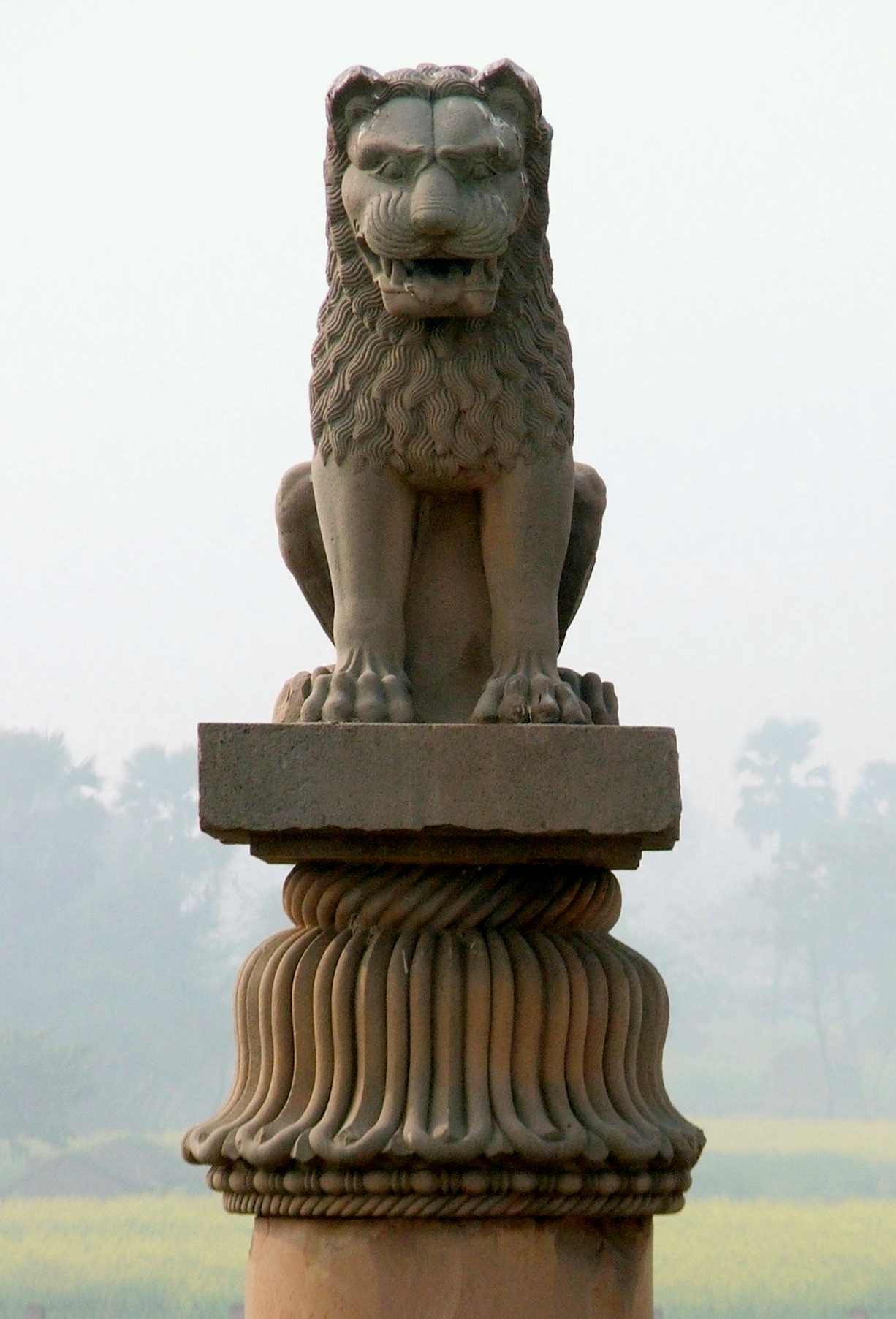
毗舍離的阿育王石柱的柱頭

毗舍離（梵文：वैशाली），又譯為吠舍離、吠舍釐國、又以義譯稱廣嚴城，為釋迦文佛住世時代著名的大城市，位於今天印度比哈爾邦首府巴特那的北邊。曾經是跋耆國首都。

## 音義
《善見律毗婆沙》記載：
|  | 毗舍離者，此是國名也。因女人相立為名，此城人民眾多，三過開廣。 |

並記載其王種為波羅奈國王夫人所生，一對不足月的雙胞胎兄妹，被置器中順江流下，為道人收養，因其“皮薄”而稱為“離車子”，後牧牛人繼續收養，因其脚蹋牧童需躲“避”之而稱為“跋闍”，二人長大後成婚，統御牧牛人，王種繁衍眾多，建立的城池經三次擴建十分廣大而稱為“毗舍離”城。
印度《往世書》和個別南傳佛教經論注疏中也有稱為 。毗舍離的語音近於梵語中牸牛（：母牛），易於讓人籍此浮想聯翩。

## 記載
《大唐西域記》：「至吠舍釐國（舊曰毗舍離國，訛也。中印度境）。吠舍釐國，周五千餘里。土地沃壤，花果茂盛，菴沒羅果、茂遮果既多且貴。氣序和暢，風俗淳質，好福重學，邪正雜信。伽藍數百，多已圮壞，存者三五，僧徒稀少。天祠數十，異道雜居，露形之徒，寔繁其黨。吠舍釐城已甚傾頹，其故基趾周六七十里，宮城周四五里，少有居人。」

## 歷史事件與人物

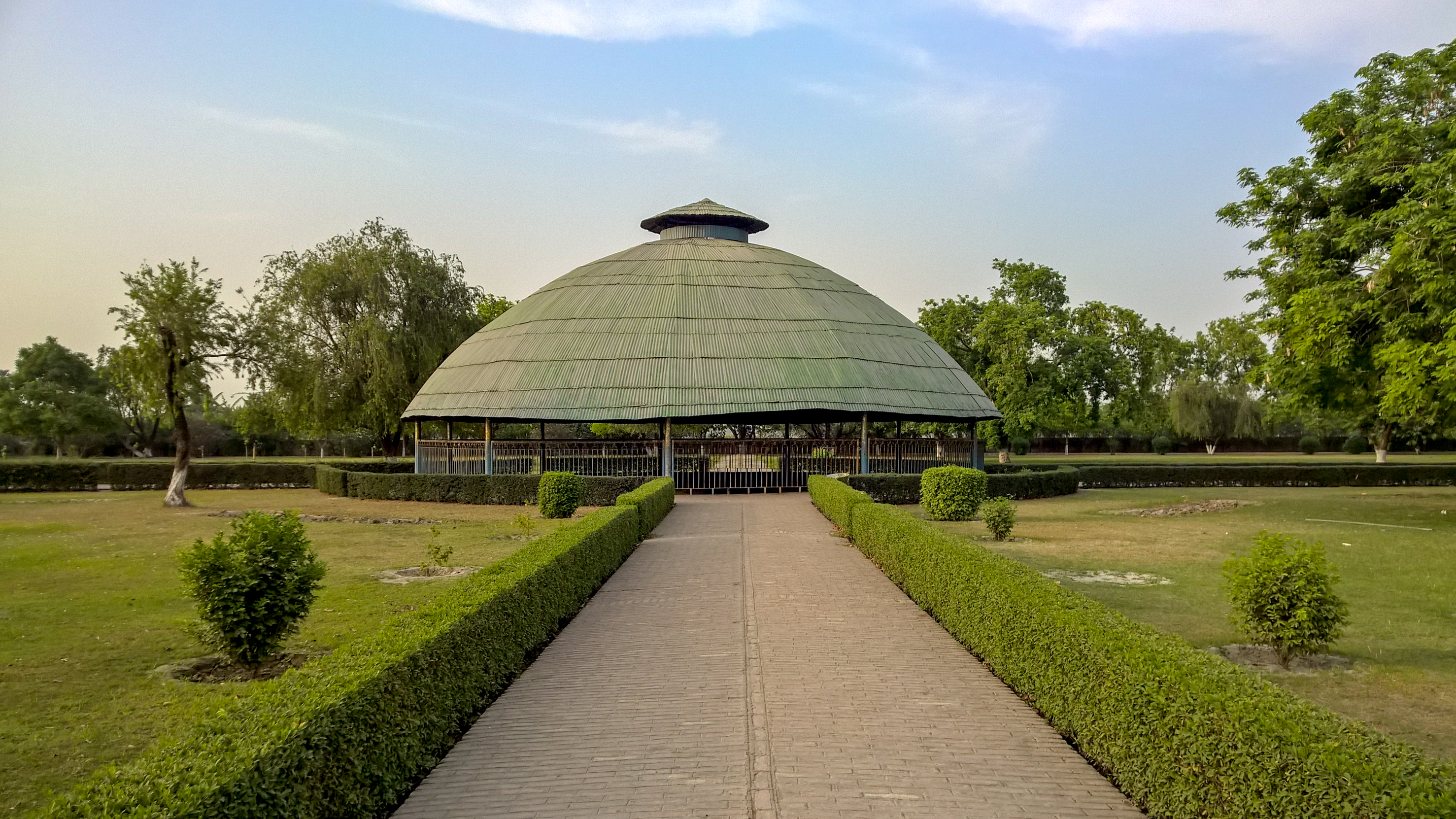
毗舍離的離車族人分到佛舍利後所起舍利塔遺址

釋迦文佛在此城預言自己即將涅槃。佛教八大聖地之一。在佛滅後百年，耶舍比丘召集了印度西部與東部共七百名上座，在此城中進行了第二次結集（又稱七百集結、毗舍離集結），造成了日後上座部與大眾部的分裂，開始了佛教部派佛教時期。在《巴利律藏·七百犍度》記載中，毗舍離結集雖然批判了毗舍離跋闍子比丘十事非法，但對其地域族群名稱使用的依然是 （毗舍離）未至於 （無種姓者、賤民）。
大乘佛教中著名的維摩詰居士就居住在這個地方，因文殊問病而出現了維摩詰經。以及佛陀曾在此處的樂音樹下講說了藥師經。